# Grande Himalaya

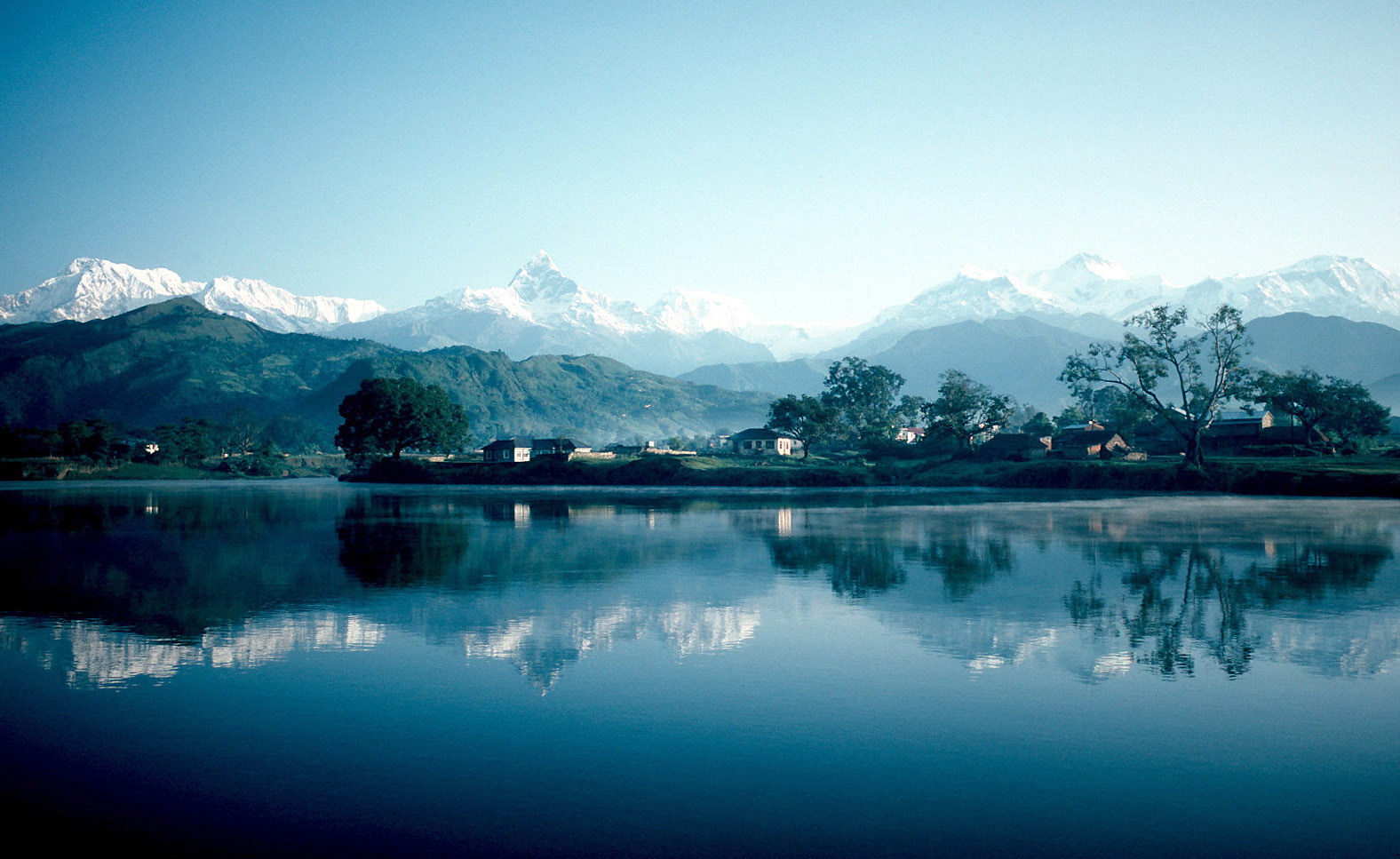
Il massiccio dell'Annapurna, in Nepal

Con il nome di Grande Himalaya viene indicata la sezione più elevata e settentrionale della catena montuosa himalayana. Si estende verso sud-est attraverso il Pakistan settentrionale, l'India settentrionale e il Nepal per poi svoltare verso est attraverso lo Stato del Sikkim (India) e il Bhutan e dirigersi infine verso nord-est nel settore settentrionale dello Stato dell'Arunachal Pradesh (India); per quasi ogni tratto della sua lunghezza esso confina a nord con il settore meridionale della regione autonoma cinese del Tibet. La lunghezza totale della catena è di circa 2300 km, e la sua altitudine media è di oltre 6100 m. Il Grande Himalaya ospita molte delle vette più alte del mondo, tra le quali (da est a ovest) il Nanga Parbat, l'Annapurna I, l'Everest e il Kanchenjunga.